# Lucasius
Genre
Lucasius est un genre de crustacés isopodes de la famille des Porcellionidae. 

## Liste des espèces
Selon GBIF (11 mars 2023) :
- Lucasius andalusicus Garcia, 2019
- Lucasius myrmecophilus Kinahan, 1859
- Lucasius pallidus (Budde-Lund, 1885)

## Description
Ces cloportes ont des yeux de petite taille, composés d'un petit nombre d'ommatidies.

## Systématique
Le nom valide complet (avec auteur) de ce taxon est Lucasius Kinahan, 1859.